# Þuríður Einarsdóttir

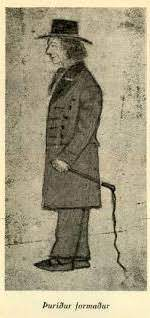
Þuríður formaður (Zeichnung aus dem 19. Jh.)

Þuríður Einarsdóttir (deutsche Transkription Thuridur Einarsdottir; [ˈθʏːri(ː)ðʏr ˈei̯ːnar̥sˌtou̯htɪr]), auch bekannt als Þuríður formaður ([ˈθʏːri(ː)ðʏr ˈfɔrma(ː)ðʏr]), (* 1777; † 13. November 1863 in Eyrarbakki) war eine isländische Seefrau. Sie wurde bekannt für ihre Leistungen als Vormann und für ihre Hilfe bei der Aufklärung eines Raubüberfalls.

## Biographie
Þuríður wurde auf dem Bauernhof Stéttir ihrer Eltern in der Region Hraun im Süden Islands geboren, wo sie bis zu ihrem 25. Lebensjahr lebte. Ihre Familie war eine der wenigen, die für den Lebensunterhalt nicht allein auf das Fischen angewiesen waren, sondern auch Land besaßen, das sie bebauten. Im Alter von elf Jahren begann sie auf dem Fischerboot ihres Vaters zu rudern und in späteren Jahren auch für ihren Bruder Bjarni. Im Alter von 20 Jahren galt sie als vollwertige Fischerin und erhielt einen vollen Anteil an der Ausbeute, was als unüblich für so junge Besatzungsmitglieder galt – egal ob Männer oder Frauen. Während der Arbeit trug sie Männerhosen, was eigentlich für Frauen von den dänischen Behörden untersagt war.
Von 1802 bis 1830 lebte Þuríður an verschiedenen Orten in der Gegend von Stokkseyri und wurde 1816 Vormann (formaður). Sie war für ihre maritimen Kenntnisse und Leistungen hoch geachtet. Es sind zwei längere Beziehungen von ihr mit Männern bekannt; als sie schwanger war, fuhr sie trotzdem aufs Meer hinaus. 1820 ging sie ihre einzige Ehe ein und heiratete im Alter von 43 Jahren den 21-jährigen Jón Egilsson, der zu ihrer Besatzung gehörte. Die Ehe endete nach wenigen Jahren mit der Scheidung; in den Überlieferungen wurde betont, dass die Trennungen von ihren Partnern durchweg freundschaftlich vonstattengegangen seien. Nach 1830 lebte sie meistens in Eyrarbakki, ruderte von Þorlákshöfn aus als Steuerfrau eines Bootes für acht Ruderer während der Wintersaison und fischte sehr erfolgreich. Von 1840 bis 1847 arbeitete sie für Kaufleute in Hafnarfjörður.
Þuríður war bekannt dafür, für ihre eigenen Rechte und die anderer einzutreten. So verklagte sie den Eigner ihres Schiffes, Jón Jónsson, weil er ihr weniger Geld bezahle, als ihr zustehe. Jón wurde zur Zahlung der vollen Summe sowie zur Zahlung einer Entschädigung an die Armen und zu einer Entschuldigung verurteilt, weil er Þuríðurs guten Namen verleumdet habe. Trotz des Ausgangs der Klage beschäftigte Jón im Anschluss Þuríður weiterhin viele Jahre. In einem anderen Fall unterstützte sie eine Frau, die ihren Mann verlassen hatte, weil er sie misshandelte; dann wiederum wehrte sie sich gerichtlich erfolgreich gegen eine sexuelle Belästigung durch einen Nachbarn, der sich bei ihr entschuldigen musste. Weil sie in Konflikten zwischen anderen Vormännern vermitteln konnte, stieg ihr Ansehen.
1827 wurde Þuríður, der eine scharfe Beobachtungsgabe nachgesagt wurde, vom Bezirksamtmann gebeten, ihn bei der Aufklärung eines Kriminalfalls zu unterstützen. Vier Männer hatten nachts das Gehöft Kambur in der Nähe von Selfoss überfallen, den Bauern Hjörtur Jónsson sowie die Mitglieder seines Haushalts gefesselt und rund 1000 Silbermünzen geraubt. Da Þuríður direkt von der Arbeit geholt wurde und noch ihre Hosen trug, erteilte ihr der Amtmann eine Sondergenehmigung zum Tragen der Beinkleider. Anhand von Indizien am Tatort identifizierte sie die Täter umgehend. Der Drahtzieher des Diebstahls wurde gefoltert und zur Haft in einem dänischen Lager verurteilt, wo er nach drei Jahren gewaltsam starb, was Þuríður tief getroffen haben soll.
In ihren späten Lebensjahren war Þuríður eine lokale Berühmtheit, die Fremden das Land zeigte. Insbesondere für weibliche Reisende wurde sie als moralisch unbedenkliche Begleitung angesehen. Die österreichische Weltreisende Ida Pfeiffer berichtete von ihrer Reise im Jahr 1845: „In dieser [Führerin] lernte ich eine merkwürdige Antiquität Island's kennen, die wohl werth ist, ihrer mit einigen Worten zu erwähnen. Sie zählt über 70 Jahre, sieht aber aus als hätte sie deren kaum 50, auch umgibt dunkelblondes, reiches, halbgelocktes Haar ihren Kopf. Sie ist als Mann gekleidet, verrichtet die schwersten und beschwerlichsten Botengänge, rudert ein Boot so kräftig und sicher wie der gewandteste Fischer und besorgt alles schneller und genauer wie ein Mann, weil sie sich auf ihren Wanderungen in nicht so häufige Vertraulichkeit mit der Branntweinflasche setzt.“ Bis kurz vor ihrem Tod steuerte Þuríður Boote und unterwies junge Männer und Frauen im Rudern und „Lesen“ des Meeres und des Wetters. Sie blieb rüstig bis ins hohe Alter und starb 1863 im Alter von 86 Jahren.
Þuríður Einarsdóttir war laut den Erkenntnissen der Anthropologin Margaret Willson nur eine von zahlreichen isländischen Seefrauen, deren Zahl aber im Lauf der Zeit gesunken war: Vom 17. bis Anfang des 19. Jahrhunderts waren 40 Prozent der isländischen Fischer Frauen, gegen Ende des 19. Jahrhunderts nur noch rund 15 Prozent. Durch die industriellen Umwälzungen auch im Fischereigewerbe verloren sie ihre dortige zentrale Rolle und begannen, in Fischfabriken zu arbeiten. Während aber gleiche Bezahlung für seefahrende Männer und Frauen gesetzlich festgeschrieben war, erhielten die Frauen in den Fabriken nur rund ein Drittel des Lohnes der Männer. Die Männer indessen verdienten in der Fischindustrie so gut, dass viele Ehefrauen nicht mehr arbeiten gingen und so ihre wirtschaftliche Unabhängigkeit aufgaben.
Þuríðurs Lebensgeschichte wurde ausführlicher bekannt, weil sie an der Aufklärung des Überfalls beteiligt war und 1893 der Bericht Sagan af Þuríði formanni og Kambsránsmönnum von Brynjólfur Jónsson über sie veröffentlicht wurde. 1949 wurde in Stokkseyri die von Þuríður Einarsdóttir genutzte Fischerhütte Þuríðarbúð rekonstruiert und dient mit einer Statue und Plakette als einziger Erinnerungsort an die Seefrauen Islands, die inzwischen aus dem kollektiven Gedächtnis der Isländer verschwunden sind.